# Landkreis Turek

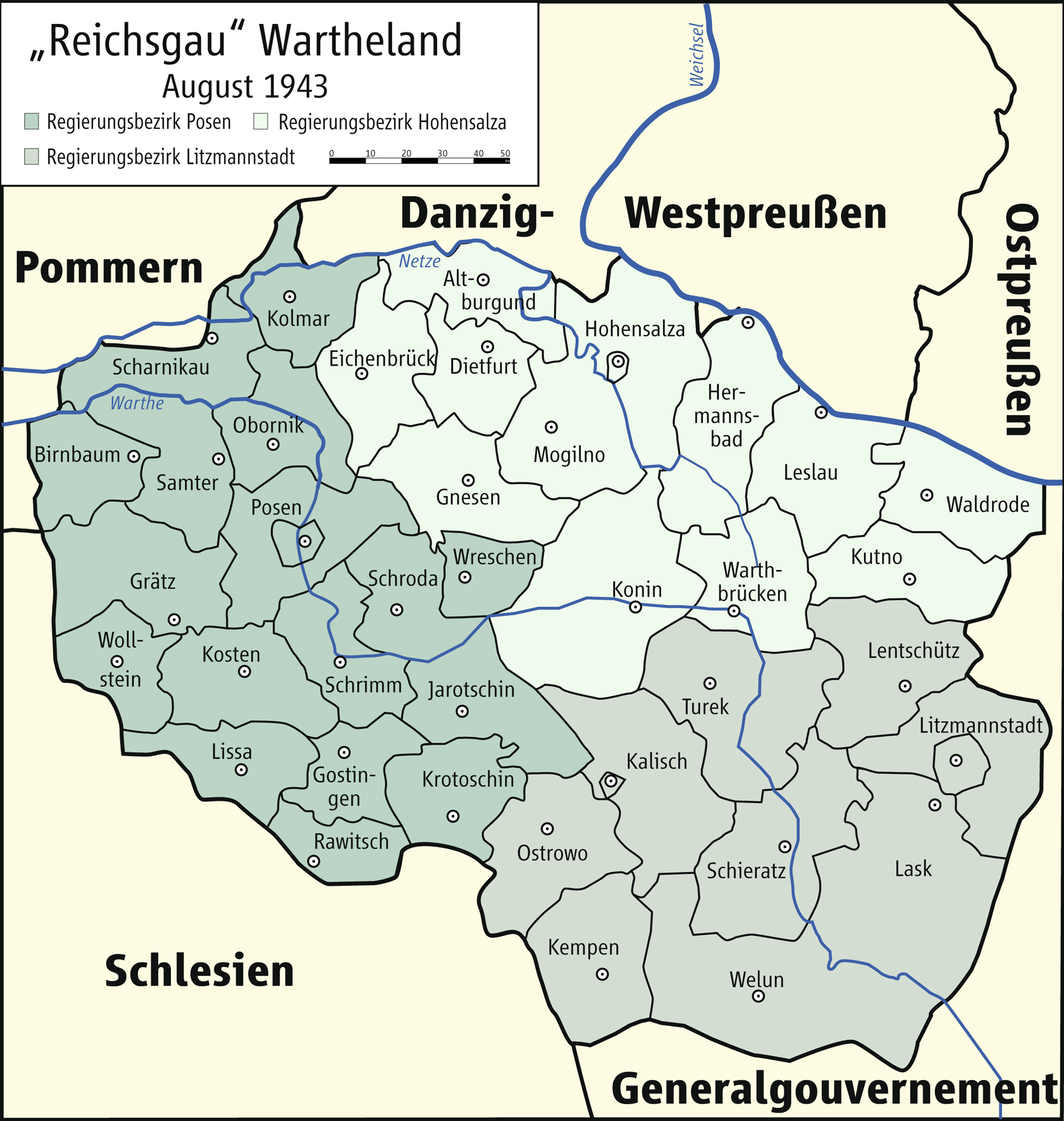
Regierungsbezirke und Kreise im Reichsgau Wartheland

Landkreis Turek war während des Zweiten Weltkrieges der Name einer deutschen Verwaltungseinheit im besetzten Polen (1939–45).

## Vorgeschichte (1793 bis 1807)
Das Gebiet um die westpolnische Stadt Turek gehörte nach der Zweiten Teilung Polens von 1793 bis 1807 vorübergehend zum Kreis Sieradz in der preußischen Provinz Südpreußen.

## Verwaltungsgeschichte
Zu Beginn des Zweiten Weltkrieges besetzten deutsche Truppen den westpolnischen Powiat Turek, die Kreisstadt Turek wurde am 9. September 1939 eingenommen.
Am 26. Oktober 1939 wurde der Powiat unter der Bezeichnung Landkreis Turek an das Deutsche Reich angeschlossen, was als einseitiger Akt der Gewalt völkerrechtlich aber unwirksam war. Der Landkreis wurde Teil des Regierungsbezirkes Kalisch (ab 1941: Regierungsbezirk Litzmannstadt) im Reichsgau Wartheland.
Sitz des deutschen Landratsamtes wurde die Kreisstadt Turek.
Mit dem Einmarsch der Roten Armee im Januar 1945 endete die deutsche Besetzung.

## Politik

### Landkommissar
1939–9999: Klemm

### Landräte
1939–1945: Klemm

## Kommunale Gliederung
Der "Landkreis Turek" gliederte sich zunächst in vier Stadtgemeinden (Turek, Uniejów, Dobra und Tuliszków) und 16 Landgemeinden, die in Amtsbezirken zusammengefasst waren, und ab dem 1. April 1943 in eine Stadtgemeinde (Turek) und 13 Landgemeinden bzw. Amtsbezirke.

## Größe
Der Landkreis Turek hatte eine Fläche von etwa 1300 km².

## Bevölkerung
Der Landkreis Turek hatte im Jahre 1941: 101.866 meist polnische Einwohner.
Die deutschen Besatzungsbehörden vertrieben zwischen dem 1. Dezember 1939 und dem 31. Dezember 1943 über 22.000 Polen aus dem Gebiet.
Die jüdische Bevölkerung machte vor der Besetzung etwa ein Viertel der Gesamtbevölkerung des Powiats aus. Bei Kriegsbeginn flüchtete ein Teil vor den Deutschen ins Landesinnere. Die verbliebenen Juden wurden zunächst in Ghettos zusammengezogen und 1942 im Vernichtungslager Chełmno ermordet.
Im Gebiet des Powiats lebte seit Anfang des 19. Jahrhunderts verstreut eine kleine deutsche Minderheit, die vor der Besetzung etwa 5 % der Gesamtbevölkerung ausmachte, ihr Zentrum war die Stadt Władysławów. Während der Besetzung wurden zusätzlich Deutsche angesiedelt (insgesamt 15.571 Personen im Jahre 1942, etwa 12 % der Bevölkerung). Nach Ende der Besetzung verließ der Großteil der Deutschen das Gebiet.

## Ortsnamen
Am 18. Mai 1943 erhielten alle Orte mit einer Post- oder Bahnstation deutsche Namen, dabei handelte es sich meist um lautliche Angleichungen, Übersetzungen oder freie Erfindungen.
Liste der Städte und Amtsbezirke im Landkreis Turek:
| polnischer Name | deutscher Name (1943–1945)              | polnischer Name | deutscher Name (1943–1945)                   |
| --------------- | --------------------------------------- | --------------- | -------------------------------------------- |
| Brudzew         | Zweikirchen                             | Pęczniew        | 1939–1943 Penczniew 1943–1945 Quillern       |
| Dobra           | 1939–1943 Doberbühl 1943–1945 Hohenbühl | Przykona        | Pricken                                      |
| Gluchów         | Taubhagen                               | Goszczanów      | Gastau                                       |
| Świnice Warckie | Schwinitz                               |                 |                                              |
| Jeziorsko       | Seebreiten                              | Tuliszków       | Tulischau                                    |
| Kowale Pańskie  | Kowale Panskie                          | Turek           | Turek                                        |
| Malanów         | Kreuzkamp                               | Uniejów         | 1939–1943 Brückstädt 1943–1945 Fuhrmannstädt |
| Niewiesz        | Weiblitz                                | Władysławów     | 1939–1945 Rosterschütz                       |
| Orzeszków       | Orzeszkow                               |                 |                                              |
| Psary           | 1943–1945 Hundshagen                    |                 |                                              |